# Jozo Zovko
Jozo Zovko (Uzarići, Federação da Bósnia e Herzegovina em 19 de março de 1941) é um sacerdote católico da paróquia Široki Brijeg da Ordem Franciscana, um teólogo, palestrante, missionário e escritor bósnio reconhecido por ser o fundador de numerosas associações que acreditam nas mensagens de Medjugorje, vive e trabalha em Zagreb, na província franciscana do mosteiro Franciscano, na Herzegovina.

## Biografia
Nasceu em Uzarići, Federação de Bósnia e Herzegóvina em 19 de março de 1941 é o oitavo de dez filhos em Uzarići,  paróquia de Široki Brijeg, assistiu à escola primária em Široki Brijeg.
Em 1957 ingressou no seminário em Bol na ilha de Brac.
Em 1962 ingressou num noviciado no monastério franciscano de Humac, Lujbuski.
Tem estado estudando teologia em Sarajevo desde 1963.
Recebeu suas ordens sacerdotais em junho de 1967. Após ser ordenado, continuou seus estudos em Liubliana.

### Trabalho espiritual
Após completar seus estudos, foi servir na parroquia de Konjic e depois foi capelão da paróquia de Čerin.
Foi membro da Comissão Pax para a Fabricação de Catecismos e manuais religiosos, que era parte do Conselho da Conferência Episcopal de Iugoslávia nesse momento.
O trabalho catequético o faz famoso pelo sucesso de seus estudantes das escolas catequéticas de verão, pelo que foi recompensado em 1974 com uma audição com o Santo Padre.
Em 1974 se matriculou em estudos de pós-graduação em pedagogia religiosa na Universidade de Graz
Recebeu uma oferta para seguir trabalhando numa universidade ali, mas decidiu regressar a sua terra natal.
Concedeu-se-lhe a paróquia de Posusje, onde foi pastor e no outono de 1980, se lhe atribuiu uma nova paróquia onde foi pastor, a paróquia de Medjugorje.

### Aparições em Medjugorje, as autoridades perseguem a Zovko
Quando chegou à paróquia de Medjugorje, fundou uma comunidade de oração ali.
Trabalhou para reviver a Terceira Ordem em sua paróquia. Enquanto realizava exercícios espirituais para as freiras em Zagreb, em 24 de junho de 1981, ocorreu o primeiro aparecimento de Nossa Senhora de Medjugorje.
Inicialmente tomou o evento às presas e a princípio suspeitou para evitar todos os conceitos errôneos, chamando as pessoas a rezar.
Ao pedir-lhe um sinal ao Senhor, experimentou a experiência pessoal da presença de Nossa Senhora. Ao ver-se pessoalmente, converteu-se num dos maiores promotores das mensagens de Nossa Senhora e nas melhores testemunhas dos acontecimentos.
Converteu-se no detonante espiritual dos acontecimentos relacionados com o aparecimento de Nossa Senhora em Medjugorje.O evento não foi considerado favoravelmente pelas autoridades atéias comunistas do sul que, como tal, foi uma poderosa fonte de fortaleza espiritual para o catolicismo e o croata em Bósnia e Herzegóvina e todas as repúblicas e províncias do estado nesse momento. Portanto, as autoridades observaram esta impiedosa exclusão ao princípio. Como todos os sacerdotes que estiveram envolvidos em isto, foram objeto de uma perseguição desumana na então República Federal de Bósnia e Herzegóvina.
Os serviços secretos tentaram suprimir qualquer informação sobre Medjugorje, especialmente para o Padre Jozo Zovko.
A migração política de Branko Mikulic, um alto servidor público comunista e ideólogo do partido em Bósnia e Herzegóvina, foi o primeiro golpe de estado. Deu este sinal aos jornalistas num discurso em Täntiste o 4 de julho de 1981 um feriado nacional. Nesta ocasião, declarou sem duvidar que:
"Nossa Senhora de Medjugorje foi inventada pelos clérigos nacionalistas".
Esta etiqueta foi empurrada mais tarde através de todas as acusações e processos penais que acusaram e perseguiram ao Padre Jozo Zovko, alguns jovens do área de Ljubuski e ao H. Ferdo Vlasic e ao H. Jozo Krizic. Pouco depois de um discurso de ódio contra os croatas católicos em Bósnia e Herzegovina pronunciado pelo então membro da Presidência, Ivo Jerkic, numa reunião em Citluk a última hora da tarde, o P. Jozo Zovko foi preso o 17 de agosto de 1981 e levado ao Tribunal de Distrito de Mostar.
O P. Jozo Zovko foi defendido pelo famoso advogado croata Milan Vukovic. O processo que seguiu foi único no sentido de que o conteúdo das escrituras se converteu em parte do cargo e castigo imposto pela corte ao frade ordinário, pelo texto que todos os frades leem diariamente. Foi sentenciado a três anos de prisão. Apelou a essa falha. Partes da acusação foram retiradas no Tribunal Federal de Belgrado e a sentença reduziu-se a um ano e meio. Esteve na prisão de Foca até 1983.
As autoridades comunistas da época pensaram que a detenção do pai Jozo Zovko resolveria para sempre o caso Medjugorje e "fortaleceria" o socialismo autônomo..Após sair da prisão de Foca em 1983, foi atribuído à parroquia de Bukovica , onde se desempenhou como pastor até 1985. Tihaljina foi seu novo pároco até 1991.
Em 1991, converteu-se no guardião do monastério em Široki Brijeg, onde serviu até 1994.
A Grande agressão sérvia e a guerra de algumas correntes croatas-bosnias quando as grandes forças sérvias invadiram Croácia e Bósnia e Herzegóvina, os poderosos centros mundiais de poder visitaram em 1991 e 1992, os instando a deter a guerra. Tem falado duas vezes no Conselho de Segurança das Nações Unidas e em Estrasburgo no Parlamento Europeu.
Reuniu-se com numerosos estadistas e políticos nos Estados Unidos, Inglaterra, França, Itália e na sede da UE, Bruxelas.
Para a guerra em Bósnia e Herzegóvina é como disse o bispo de Mostar-Duvno, Ratko Peric, que era política, em lugar de natureza religiosa.

### Após a guerra
Após a guerra fundou numerosas associações que difundiram a mensagem de Nossa Senhora e instituições humanitárias, realizou exercícios espirituais, sermões, difundiu a mensagem de paz e amor de Nossa Senhora em muitos países, pequenos e grandes, em todos os continentes, e organizou seminários sobre renovação espiritual (Ilha Jaklan). Em 2009 tomou um ano sabático por razões de saúde.

## Obras

### Associações e instituições
Associações e instituições organizadas ou fundadas por ele:
- Padrinho internacional para o menino da Croácia, com sede em Zagreb
- Padrino internacional para o menino de Herceg-Bosna, com sede em Siroki Brijeg
- Movimento de oração pela paz
- Holy Family Institute, um lar para a colocação, educação e educação de meninas sem pais
- Início "Mary Our Hope", a primeira instituição no condado de Herzegóvina para o cuidado de meninos com deficiências no desenvolvimento físico e / ou mental

### Simpósios
- Simpósio de 1993 sobre mártires

### Filme
A personagem do Padre Jozo Zovko foi encarnado pelo famoso actor de Hollywood Martin Sheen no filme Gospa: O Milagre de Medjugorje, de 1995 de Jakov Sedlar, onde fala a respeito dos eventos relacionados com os Aparecimentos marianos de Medjugorje.
de 1995 de Jakov Sedlar, onde fala a respeito dos eventos relacionados com os Aparecimentos marianas de Medjugorje.

### Livros
Livros compostos sobre a base de suas sermões e catequeses:
- 1989 La mia Testemonianza, organizada por Matteo Rossi e Sergio Pagliarola.
- 1989  Não tenhas medo de David, preparado por Lise Baril-Leclerc.
- 1989 Um homem chamado pai Jozo, pela Fundação Riehle.
- 1991 Feligrés de los Mártires largos, por Matteo Rossi e Sergio Pagliarol.
- 1994 Medjugorje, Unaa Testemonianza, por Sergi Pagliarola.
- 1995 Eis A Tua Mãe, de Maria Victoria Trivino, Osc.
- 1998 O Chamado do Senhor, editado por Geraldine Hemmings e Carrie Swearingen, .
- 2004 Meditações de Nossa Senhora
- 2005 Meditações de Nossa Senhora
- 2005 Oservare e Frutti.
- 2007 Adoriamo.
- 2008 Cinco pedras.

Estas edições têm sido traduzidas do croata ao italiano, espanhol, alemão, coreano, francês e inglês.

## Prêmios e reconhecimentos
- 1974 audição com o Papa por seu excelente trabalho de ensino religioso.
- 1999 nesse ano os bispos católicos convidaram-no a Belém para celebrar os 2000 anos do nascimento de Jesus Cristo.
- 2002 Carta de agosto de 2002 do papa João Paulo II, pelo qual o papa lhe outorgou uma bênção apostólica especial.
- 2005  nesse ano esteve a cargo da restauração do monastério franciscano na ilhota de Badija.